# آل میکال
میکالیان یا آل میکال خاندانی ایرانی بود که از سده ۳ تا ۵ قمری در خراسان زندگی می‌کردند و مرتبه‌های مهمی در دوران مختلف داشتند. آن‌ها اصالتاً از نسل بزرگان سمرقند پیش از اسلام بودند.
اطلاعاتی دربارهٔ میکال ابن عبدالوحید که در قرن ۳ قمری می‌زیست و نام آل میکال از او گرفته شده‌است، در دست نیست. همچنین اطلاعاتی دربارهٔ سه نسل پیش از میکال موجود نیست ولی به نظر می‌رسد در این مدت آنها ساکن عراق بودند. نسب آنها به خاندان دیواشتیچ سغدی و بهرام گور می‌رسد.

## افراد
- میکال ابن عبدالوحید
- محمد ابن میکال، سردار طاهریان
- شاه ابن میکال، سردار طاهریان
- محمد بن شاه، سردار عباسیان
- عبدالله میکالی، فرمانده صفاریان و حاکم اهواز در دوره عباسیان
- ابوالعباس اسماعیل، درباری سامانیان
- ابوالقاسم علی، از درباریان لشکری عباسیان و سامانیان
- ابو محمد عبدالله، درباری سامانی
- ابو جعفر میکالی، درباری سامانی
- حسنک وزیر، وزیر سلطان محمود غزنوی و رئیس نیشابور
- صاحب حسین میکالی، سردار غزنوی و سپس سلجوقی (دومین وزیر طغرل)
- [نزل آبادی ها ۱]